# Cuerdale-skatten
Cuerdale-skatten er et depotfund af over 8.600 genstande: sølvmønter, engelske og karolingiske smykker, brudsølv og barrer. Den blev opdaget den 15. maj 1840 på sydskrænten af floden Ribble i Cuerdale ved Preston i Lancashire i England. Cuerdale-skatten er en af de største vikingesølvskatte, der nogensinde er fundet. Den er fire gange større end det næststørste fund i Storbritannien og Irland ifølge Richard Hall. I vægt og antallet af genstande er det den næstestørste efter Spillingsskatten fra Gotland i Sverige.
Mønterne i fundet stammer fra tre områder i forholdet 5:1:1. Fem syvendedele fra Vikingekongerigerne i det østlige England udgør den største andel, og de to øvrige syvendedele stammer fra Alfreds Kongeriget Wessex og fra udlandet som Byzans, skandinaviske, islamiske, pavelige, norditalienske og carolingske møntslagning. Mange af de yngste mønter var fra Aquitaine, som muligvis blev samlet under vikingetogter i 898 ifølge Richard Hall.
Fundet er udstillet på British Museum i London.